# Sächsisch-Böhmisches Kreidesandsteingebiet
Das Sächsisch-Böhmische Kreidesandsteingebiet ist eine (räumlich kleine) naturräumliche Haupteinheitengruppe im äußersten Südosten Sachsens an der Grenze zu Tschechien. Es gehört zur Nordbegrenzung der Böhmischen Masse und besteht aus den deutschen Anteilen des Elbsandsteingebirges (Sächsische Schweiz) und des Lausitzer Gebirges (Zittauer Gebirge). Da die Nahtstelle von Elbsandstein- und Lausitzer Gebirge im Schluckenauer Zipfel auf tschechischem Boden liegt, sind die beiden Naturräume räumlich getrennt, wobei in der Karte von 1960 des Handbuchs der naturräumlichen Gliederung Deutschlands die Grenze zwischen den Teillandschaften noch knapp westlich des Zipfels eingezeichnet ist.
Die Arbeitsgruppe Naturhaushalt und Gebietscharakter der Sächsischen Akademie der Wissenschaften in Leipzig hat zu Anfang des 21. Jahrhunderts alle Mittelgebirge im sächsisch-böhmischen Grenzgebiet zur Übereinheit Sächsisches Bergland und Mittelgebirge zusammengefasst. Zwischen Zittauer Gebirge und Sächsischer Schweiz gehört dazu das Lausitzer Bergland, das nach Meynen noch mit den sich nördlich und östlich anschließenden Lösshügellandschaften zur Haupteinheit Oberlausitz zusammengefasst worden war; nach Westen setzt sich die neue Übereinheit in den Haupteinheitengruppen Erzgebirge und Vogtland fort.
Das Lausitzer Bergland liegt zwar nicht auf Kreidesandstein, dacht jedoch das Gebiet nach Norden ab und bildet zusammen mit dem „eigentlichen“ Kreidesandsteingebiet den Ostteil des Sächsischen Mittelgebirges. Die naturräumliche Großlandschaft wird von Schönfelder (2008) als Oberlausitzer Bergland und Sandstein-Bergländer bezeichnet.

## Gliederung in Haupteinheiten

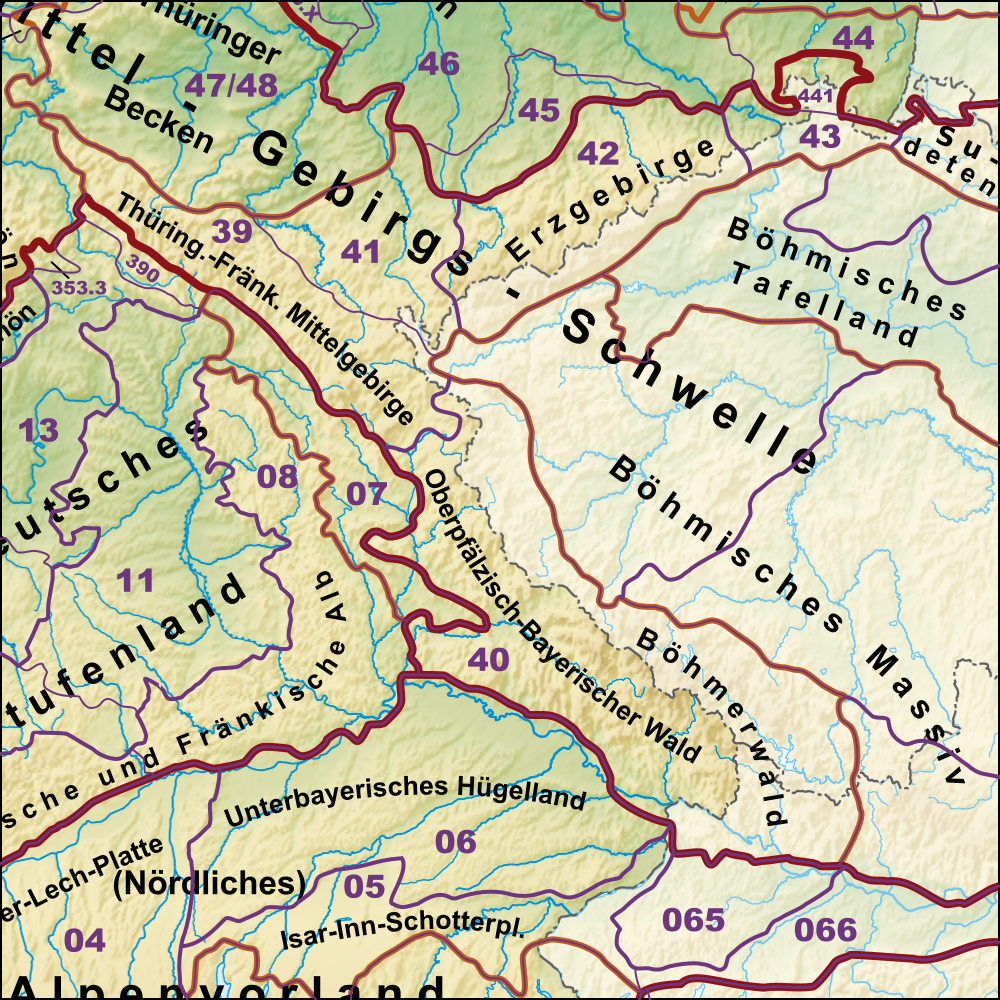
Naturräumliche Gliederung Deutschlands nach BfL,
43 = Sächsisch-Böhmische Kreidesandsteingebiet

Die Gliederung des Sächsisch-Böhmischen Kreidesandsteingebietes nach Meynen sah wie folgt aus (in Klammern: Haupteinheitengruppe nach BfN):
- 43 (=D15) Sächsisch-Böhmisches Kreidesandsteingebiet (im erweiterten Sinne) bzw. Oberlausitzer Bergland und Sandstein-Bergländer (Schönfelder 2008)[2]
  - 430 Sächsische Schweiz
  - 431 Zittauer Gebirge
  - (441 Lausitzer Bergland)

## Allgemeine Quellen
- BfN
  - Kartendienste
  - Landschaftssteckbriefe:
    - Sächsische Schweiz (ohne Elbtal)
    - Oberes Elbtal
    - Zittauer Gebirge
    - (Oberlausitzer Bergland)